# Катеринівське городище (Пензенська область, Росія)
53°31′22″ пн. ш. 45°12′32″ сх. д. / 53.52278° пн. ш. 45.20889° сх. д.

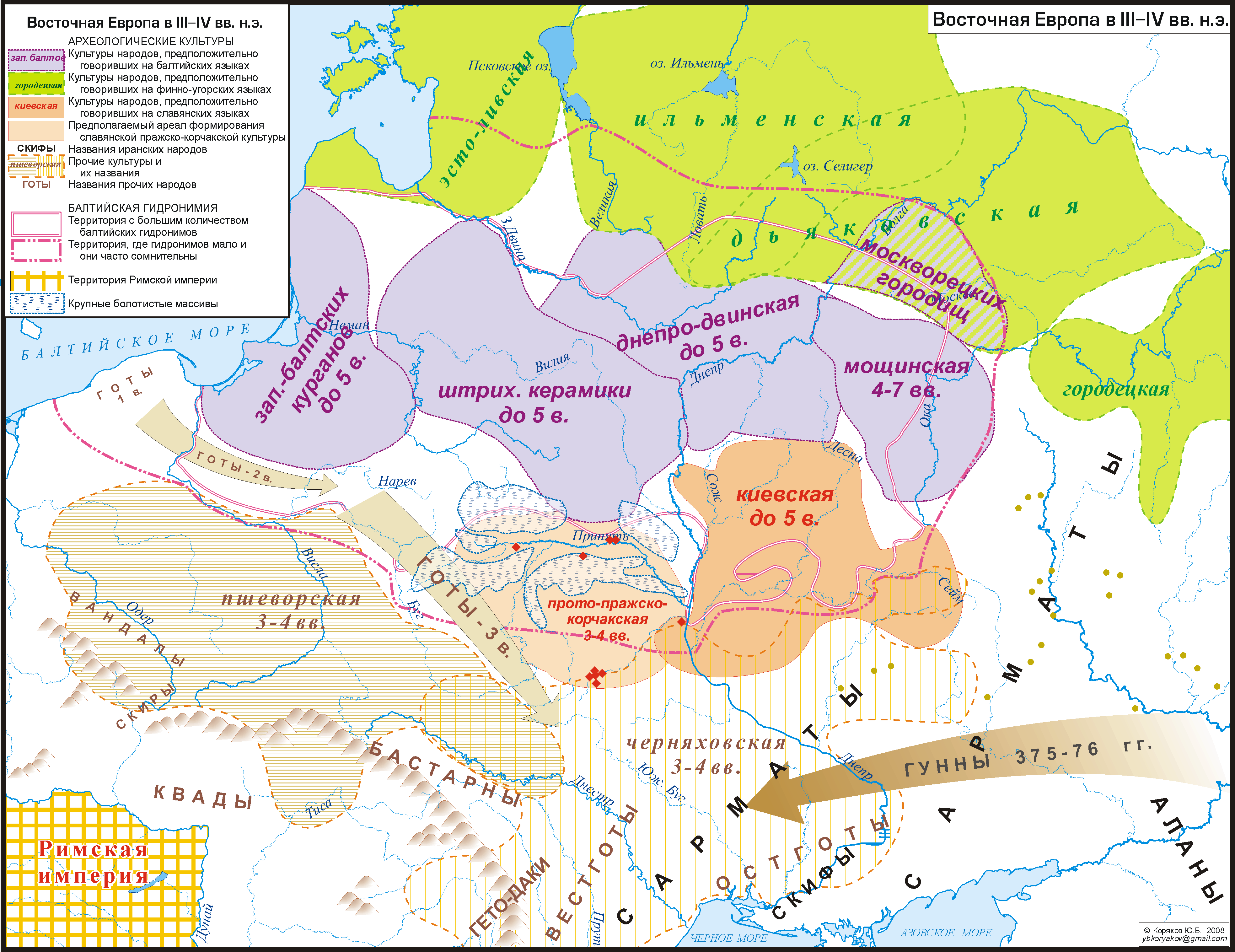
Археологічні культури Східної Європи у III-IV ст. н. е.
Ареал городецької культури позначений зеленим кольором крайнім праворуч

Катеринівське городище (рос. Екатериновское городище) — археологічна пам'ятка городецької культури V—III ст. до н. е., що  є залишком укріпленого поселення на правому березі річки Сура (притока Волги), біля села Катеринівка (рос. Екатериновка) у Лунінському районі Пензенської області Росії.
Вважається, що в укріпленні проживало угро-фінське населення. Ймовірну причину занепаду городища російський археолог і доктор історичних наук Володимир Ставицький бачить у міграції на ці землі кочівників-сарматів, чиї пам'ятки з'являються на території Пензенської області на зламі III-ІІ ст. до.н. е.
Катеринівське городище є найкраще дослідженою археологічною пам'яткою городецької культури на території сучасної Пензенської області.

## Археологічні експедиції
Городище було відкрито і обстежено у 1880-х роках членом-кореспондентом Московського археологічного товариства Миколою Горожанським.
У 1969-1971 пам'ятка розкопана і досліджена трьома археологічними експедиціями під керівництвом Михайла Полєсських. Підсумки розкопок були підведені у його книзі «Древнее население Верхнего Посурья и Примокшанья» (1977).
М. Полєсських зазначав, що під шаром укріплення ранньої залізної доби, який належить до Катеринівського городища, є невиразні сліди більш давнього поселення пізньої бронзи. Однак, сипучий піщаний ґрунт не зберіг порядку в хронологічних нашаруваннях, що дуже ускладнює їх дослідження.

## Розташування і розміри
Пам'ятка розташована на правому березі річки Сури, за 250 м від с. Катеринівка Лунінського району, на високому відрогу давньої берегової тераси, що обтічна з двох сторін глибокими ярами. По дну південного яру тече потічок. Городище має овально-витягнуту форму площею приблизно 1200 м², або 0,12 га. Зі східного і західного боку помітні залишки валів. Східний вал має довжину 12 м, його висота — 80 см, ширина основи — близько 3 м. Західний вал має довжину 17 м, висота — близько 1 м, ширина основи — 5 м. Східний вал зруйнований осипом, що поглинула значну частину площі городища і зовнішній рів вала. Біля західного валу розташовувався невеликий зовнішній рів глибиною 1,5 м і шириною 2,25 м.

## Дослідження культурного шару
Товщина культурного шару невелика, лише 10-15 см. Крім залишків посуду(ліпної кераміки), що характерний для населення городецької культури, було виявлено рибальські грузила, точильні бруски, прясельці, кістки тварин, кострища, залишки літнього житла, залізні шлаки, які свідчать про виготовлення заліза. Серед інших знахідок були викопані безліч важків з обпаленої глини, характерні важільці блокоподібної форми, на деякі з них нанесений орнамент. Вважається, що вони служили підвісками до ниток примітивного ткацького верстата.
Особливий інтерес представляє знахідка скляної світло-синьої мозаїчної намистини, аналогічний екземпляр якої (тільки темно-синій) був знайдений в Соф'їнському селищі, яке розташоване південніше, у верхів'ях річки Хопер. Науковцям ці дві намистини, разом з деякими іншими знахідками, допомогли визначити час існування городища як V—III ст. до н. е. та змусили їх переглянути гіпотезу генетичної спадковості пам'яток городецької культури з древньомордвинськими.